# Ababuj
Ababuj es una localidad y municipio de la comarca Comunidad de Teruel en la provincia de Teruel, en la comunidad autónoma de Aragón, España. Tiene un área de 54,30 km² con una población de 74 habitantes (INE 2024) y una densidad de 1,4 hab./km².

## Historia
Durante la Edad Media y todo el Antiguo régimen, hasta la división provincial de 1833, fue tierra de realengo, quedando encuadrada dentro de la comunidad de aldeas de Teruel en la sesma del Campo de Monteagudo
El nombre de la localidad ha sufrido varios cambios gramaticales. En 1269 se llamaba Fabbatux. En 1385, Ababuix, durante el reinando Pedro IV el Ceremonioso. Fabaux en 1543, cuando el emperador Carlos V dejó el Gobierno en manos de su hijo, Felipe. Finalmente 1722, se le conoce por su nombre actual, Ababuj.

## Naturaleza
Dentro del municipio se encuentran varias zonas geográficas; la gran sierra del Pobo, que se sitúa hacia el oeste del municipio; y el macizo de la Umbría; que limita con el municipio de Aguilar del Alfambra. Dicho macizo está compuesto de bosque de coníferas plantadas por el propio ayuntamiento de Ababuj. Entre el macizo de la Umbría y la sierra del Pobo; hay una llanura llamado la Cuenca del Collado; destacable lugar para el disfrute del paisaje. Aquí dentro se sitúa el caserío de la Masía del Collado.
También es destacable el desfiladero del río Seco; que es un valle formado por materiales calizos y chopos de riberas en el fondo del valle. Este desfiladero bordea la capital municipal. 
Al este del municipio, se encuentra el río Alfambra haciendo de límites con el municipio de Jorcas; donde se encuentra varias fuentes; el más destacable, el de Azur.

## Demografía
Ababuj cuenta con una población de 74 habitantes (INE 2024).
| Gráfica de evolución demográfica de Ababuj entre 1842 y 2021                                                                                                |
| |
| Población de derecho según los censos de población del INE Población de hecho según los censos de población del INEEn este censo se denominaba Ababus: 1842 |

| Núcleo de población | Tipo de entidad de población | Entidades menores           | Población |
| ------------------- | ---------------------------- | --------------------------- | --------- |
| Ababuj              | Lugar                        |                             | 77        |
| Diseminado          |                              | Masía el Collado, El Molino | 7         |
| ABABUJ              | ABABUJ                       | ABABUJ                      | 84        |

## Administración y política
| Período   | Alcalde                     | Partido    |
| --------- | --------------------------- | ---------- |
| 1979-1983 | Miguel Izquierdo Izquierdo  | UCD        |
| 1983-1987 | Dámaso López Villarroya     | PSOE       |
| 1987-1991 | Dámaso López Villarroya     | PSOE       |
| 1991-1995 | Aureliano Granel Escriche   | PSOE       |
| 1995-1999 | Aureliano Granel Escriche   | PSOE       |
| 1999-2003 | Cristóbal Moya Guillamón    | PP         |
| 2003-2007 | José Carlos López Benedicto | PP         |
| 2007-2011 | José Carlos López Benedicto | PP         |
| 2011-2015 | José Carlos López Benedicto | PP         |
| 2015-2019 | José Carlos López Benedicto | PP         |
| 2019-     | Alfonso López Pastor        | Ciudadanos |

| Partido político    | Partido político                                   | 2003   | 2007   | 2011   | 2015   |
| Partido político    | Partido político                                   | Ediles | Ediles | Ediles | Ediles |
|                     | Partido Popular de Aragón (PP)                     | 1      | 1      | 1      | 1      |
|                     | Partido de los Socialistas de Aragón (PSOE-Aragón) | —      | —      | 1      | 1      |
|                     | Partido Aragonés (PAR)                             | —      | —      | 1      | 1      |
|                     | Chunta Aragonesista (CHA)                          | —      | —      | —      | —      |
| Total de concejales | Total de concejales                                | 1      | 1      | 3      | 3      |

## Patrimonio
- Torre Vieja.

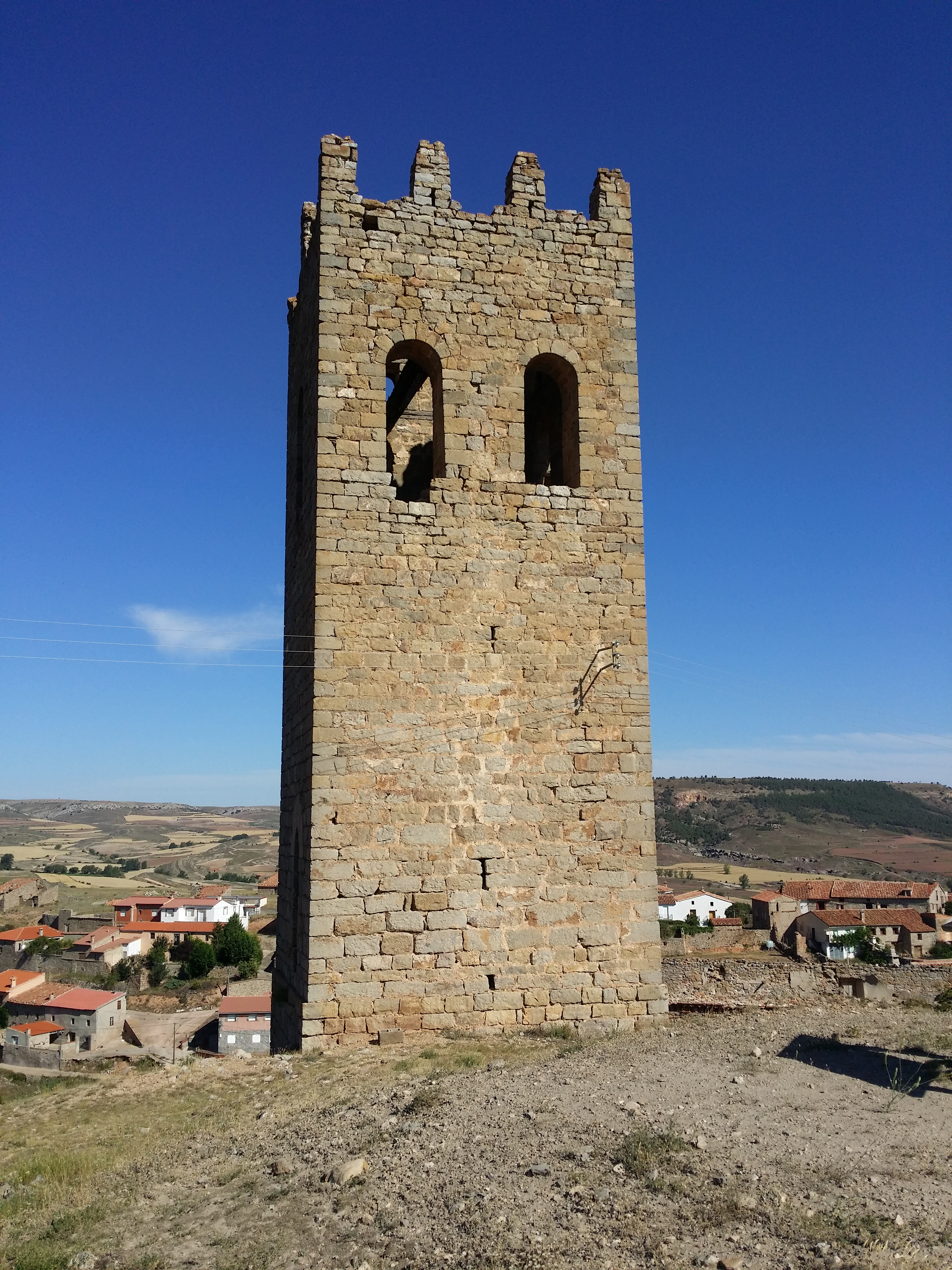
Torre Vieja

- Iglesia parroquial de Santa Ana; que se sitúa dentro del pueblo. Data del siglo XVI; con único cañón con bóveda de cañón con lunetas. Su acceso es por una puerta de estilo plateresco.
- Yacimiento de Icnitas, con varias huellas dejadas por dinosaurios.